# Bound & Gagged (tidskrift)
Bound & Gagged var ett sexmagasin som publicerades av Outbound Press åren 1987 till 2005. Magasinet handlade framförallt om manlig homosexuell sex, bondage och BDSM. 